# Calocheiridius granulatus
Calocheiridius granulatus är en spindeldjursart som beskrevs av Sivaraman 1980. Calocheiridius granulatus ingår i släktet Calocheiridius och familjen Olpiidae. Inga underarter finns listade.